# Branko Grims
Branko Grims, slovenski politik, poslanec, geolog in politolog, * 26. avgust 1962, Kranj.
Grims je dolgoletni slovenski politik, član Slovenske demokratske stranke. Med letoma 2004 in 2024 je bil poslanec v Državnem zboru Republike Slovenije, trenutno je poslanec v Evropskem parlamentu.

## Izobraževanje
Grims je leta 1987 diplomiral na Oddelku za geologijo Naravoslovne fakultete Univerze v Ljubljani. Leta 2003 je magistriral na Fakulteti za družbene vede Univerze v Ljubljani.

## Politika
Kot ustanovni član in poslanec Slovenske demokratske stranke je bil član prve demokratično izvoljene skupščine Republike Slovenije. Od 1990 do 1994 je bil član občinskega izvršnega sveta in skupščina Mestne občine Kranj, nato od leta 1993 do 1995 glavni tajnik stranke, od leta 1997 do 2002 član Državnega sveta, od leta 2002 do 2004 strokovni sodelavec poslanske skupine stranke SDS. Leta 2004 je bil na listi član Slovenske demokratske stranke prvič izvoljen za poslanca v Državnem zboru Republike Slovenije. Pri tem je bil član komisije za poslovnik, odbora za zunanjo politiko, odbora za kulturo, šolstvo in šport (predsednik) in ustavne komisije. Za državnozborskega poslanca je bil izvoljen tudi na vseh naslednjih volitvah do leta 2022.
Leta 2024 ga je stranka SDS uvrstila na kandidatno listo za evropske volitve. Grims je bil za mesto v Evropskem parlamentu izvoljen z 12.757 preferenčnimi glasovi.
Kot evropski poslanec se je udeležil več mednarodnih konferenc, med drugim je bil govorec na dogodku Make Europe Great Again, ki jo je po zgledu slogana MAGA kampanje Donalda Trumpa organizirala politična skupina ECR. Javno je večkrat izpostavil nasprotovanje politikam Evropske ljudske stranke (EPP), katere del je, in izrazil prepričanje, da bi morala SDS prestopiti v desničarsko skupino Domoljubi za Evropo.
Na posebno povabilo se je januarja 2025 udeležil tudi slovesnosti ob inavguraciji ameriškega predsednika Donalda Trumpa. 29. januarja 2025 je uradno nominiral Elona Muska za Nobelovo nagrado za mir, kot je navedel zaradi velikih prizadevanj Muska za ohranitev temeljne pravice svobode govora.

## Kontroverze

### Spor zMladino
Potem, ko je Grimsovo propagando proti sedanjim slovenskim levim političnim strankam kot »naslednicam komunističnega režima (pri čemer je ta komunistični režim prikazan kot režim najhujšega stalinističnega tipa)« Mladina v rubriki Mladinamit primerjala z Goebbelsovo propagando in na zadnji strani objavila družinski fotografiji obeh politikov, sta jo zakonca tožila za 40.000 evrov oz. žena za 80.000 evrov, kar je prvostopenjsko sodišče avgusta 2013 zavrglo zaradi umanjkanja vseh potrebnih znakov kaznivega dejanja. Podobne primerjave si je stranka SDS namreč privoščila tudi sama, ko je zaradi domnevnih manipulacij pri interpretaciji javnomnenjskih raziskav v Delu zapisala, da bi se »Goebbels ob Delovih mojstrih počutil kot pravi vajenček« in objavila Goebbelsovo fotografijo s pripisom »Delo osvobaja« in uporabila Delov logotip. Mladina pa je po mnenju sodišča prikazala način kako Grims izrablja medijsko pozornost do družine za politično promocijo - saj je družino fotografiral na Festivalu SDS in fotografijo družine je bilo celo mogoče kupiti na spletu kot del politično-promocijskega materiala - »kot je to počel dr. Göbbels«.

### Napad
28. oktobra 2022 je poslenc Branko Grims javnost obvestil in podal prijavo fizičnega napada nanj. V izjavi za javnost je povedal, da ga je neznanec porinil v hrbet ob hoji po stopnicah. Dejanje je označil za »poskus umora«. 9. januarja 2023 je v javnost prišla informacija, da »so policisti ugotovili, da do fizičnega kontakta med osebama ni prišlo«, zato je bil kazenski postopek zaključen.

## Zasebno
Živi v Kranju skupaj z družino. Z ženo Martino imata poleg prvorojenke še dvojčka.